# Żulin (Lublin)
Pour les articles homonymes, voir Żulin.
Żulin (prononciation : [ˈʐulin]) est un village polonais de la gmina de Łopiennik Górny dans le powiat de Krasnystaw de la voïvodie de Lublin dans l'est de la Pologne.
Il se situe à environ 11 kilomètres à l'est de Łopiennik Górny (siège de la gmina), 8 kilomètres au nord de Krasnystaw (siège du powiat) et 48 kilomètres au sud-est de Lublin (capitale de la voïvodie).

## Histoire
De 1975 à 1998, le village est attaché administrativement à la Voïvodie de Chełm.

Depuis 1999, il fait partie de la nouvelle voïvodie de Lublin.